# Calinda
Calinda (en grec antic: Κάλυνδα, llatí: Calynda; gentilici Καλυνδεύς, calindeu) fou una ciutat de l'antiga Grècia situada a la costa de Cària, molt a prop de la ciutat de Caune. Les restes de la ciutat es troben vora la vila de Dalaman, a Turquia.
La ciutat era al cim d'una muntanya, i tenia un gran carrer envoltat de temples i edificis públics on s'han trobat moltes de tombes i escultures. Antigament estava governada per un rei: el rei de Calinda, Damasítim, era present a la batalla de Salamina, al costat dels perses, amb alguns vaixells. Per alguna raó desconeguda, diu Heròdot, la nau del rei va ser envestida per la d'Artemísia I de Cària, que també lluitava al costat de Xerxes, i com que la va enfonsar, l'almirall grec va pensar que la d'Artemísia era una de les seves naus i no la va perseguir. Més tard, la ciutat de Caune la va sotmetre, però es va revoltar i es va posar sota protecció de Rodes, segons Polibi. Heròdot diu que Calinda era la primera ciutat de Lícia després de Caune, però generalment era considerada com a part de Cària.